# Saint-Brais
Saint-Brais je obec ve švýcarském kantonu Jura. Žije zde 220 obyvatel.

## Geografie

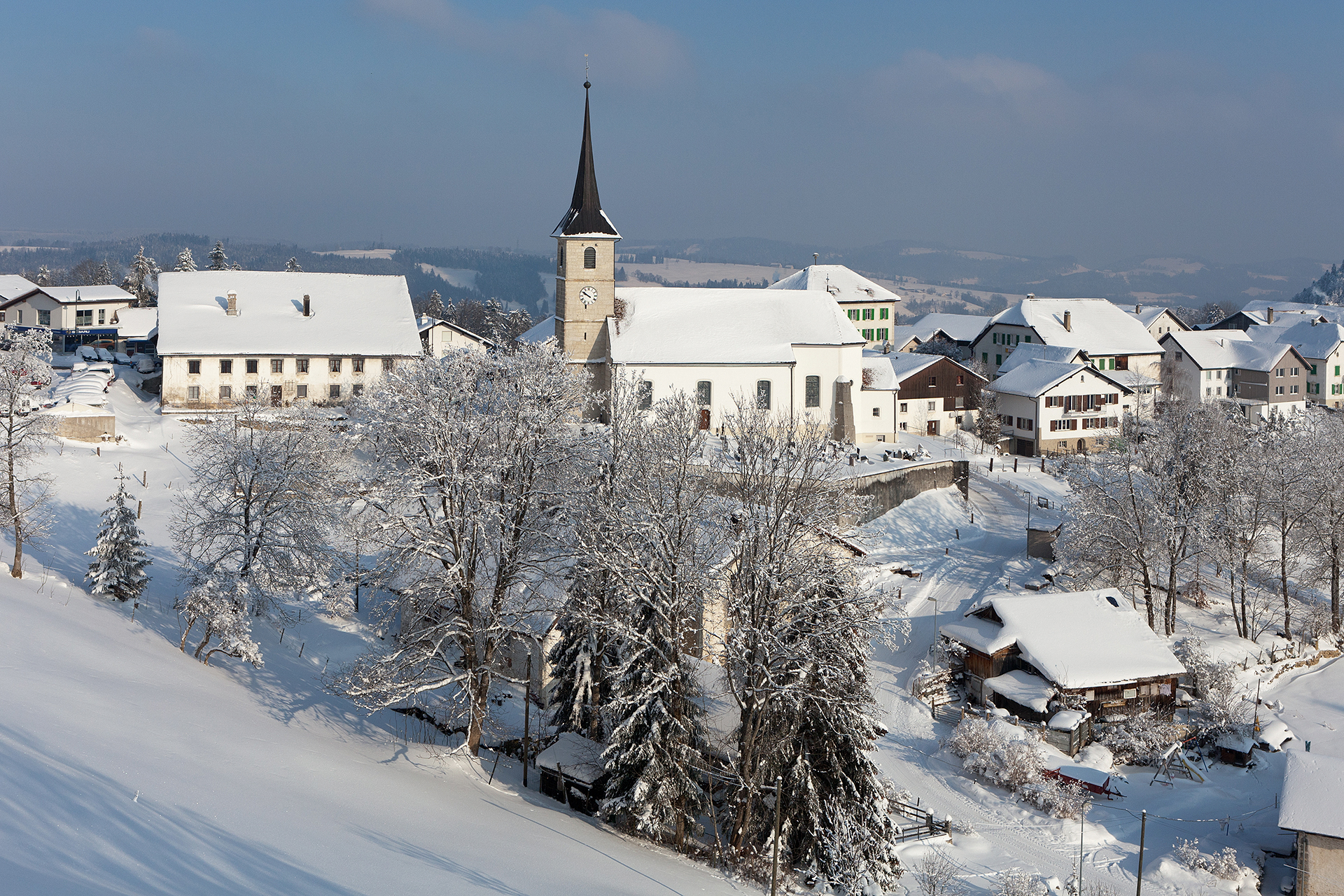
Saint-Brais v zimě

Saint-Brais leží v nadmořské výšce 967 m, vzdušnou čarou 10 kilometrů severovýchodně od okresního městečka Saignelégier. Obec se nachází na hřebeni Jury s panoramatickým výhledem v severovýchodní části oblasti Franches-Montagnes, na okraji hluboce zaříznutého údolí řeky Doubs.
Území obce o rozloze 15,2 km² pokrývá část nejsevernějšího jurského hřebene Franches-Montagnes, který na severovýchodě přechází v pohoří Mont-Russelin. Pro tento hřeben jsou charakteristické rozsáhlé jurské pastviny s velkými smrky stojícími jednotlivě nebo ve skupinách a také lesní plochy mezi nimi. Nejvyšší bod Saint-Brais, 1057 m n. m., se nachází v Le Plain západně od obce. Na jihu zasahuje území obce do erozního údolí potoka Tabeillon, levého přítoku Sorne. V tomto údolí leží chráněné jezero Étang de Bollement. Na severu zasahuje území až k toku řeky Doubs a zahrnuje její 500 metrů vysoký pravý břeh s rozsáhlými lesy, které jsou protkány několika skalními výchozy. Saint-Brais se tedy nachází na rozvodí mezi povodím Rýna a Rhony. V roce 1997 pokrývala 3 % rozlohy obce zastavěná plocha, 45 % lesy a háje, 50 % zemědělské plochy a necelá 2 % neproduktivní půda.
Saint-Brais zahrnuje vesnici Le Péquie (995 m n. m.) na východním výběžku planiny, vesnici Le Chésal (940 m n. m.) severovýchodně od obce a četné jednotlivé farmy roztroušené po pastvinách Jury. Sousedními obcemi Saint-Brais jsou Lajoux, Montfaucon, Clos du Doubs, Haute-Sorne a Saulcy.

## Historie

Letecký pohled (1955)

Nález paleolitické kosti a neandrtálského řezáku v jeskyních Saint-Brais pod nápadnou skalní stěnou 1 km severovýchodně od Saint-Brais je důkazem osídlení této oblasti v pravěku.
Vesnice je poprvé zmiňována v roce 1275 jako Sem Bris. Pozdější názvy jsou Saint-Brey (1318) a de Sancto Brixio (1380). Původ jména obce je sporný; Saint-Brais se odvozuje buď od svatého Brice, společníka svatého Imier, nebo od Brictia, biskupa z Tours.
V roce 1139 je Saint-Brais doloženo mezi statky kapituly Saint-Ursanne, v roce 1275 je zmiňováno jako závislé na vesnici Planey. Planey bylo údajně vypáleno francouzskými vojáky v roce 1637. Nacházelo se východně od dnešní obce, která vyrostla kolem farního kostela Saint-Brice. Saint-Brais patřilo k panství Franches-Montagnes, které podléhalo basilejskému knížecímu biskupství. V letech 1793–1815 patřila obec k Francii a zpočátku byla součástí départementu du Mont-Terrible, od roku 1800 byla připojena k départementu Haut-Rhin. Na základě rozhodnutí Vídeňského kongresu byla obec v roce 1815 převedena do kantonu Bern a 1. ledna 1979 se stala součástí nově založeného kantonu Jura. V roce 2009 byly v Saint-Brais instalovány první dvě větrné elektrárny v kantonu Jura.

## Obyvatelstvo
| Rok            | 1850 | 1870 | 1900 | 1910 | 1930 | 1950 | 1960 | 1970 | 1980 | 1990 | 2000 |
| Počet obyvatel | 463  | 562  | 394  | 410  | 359  | 343  | 292  | 261  | 243  | 231  | 212  |

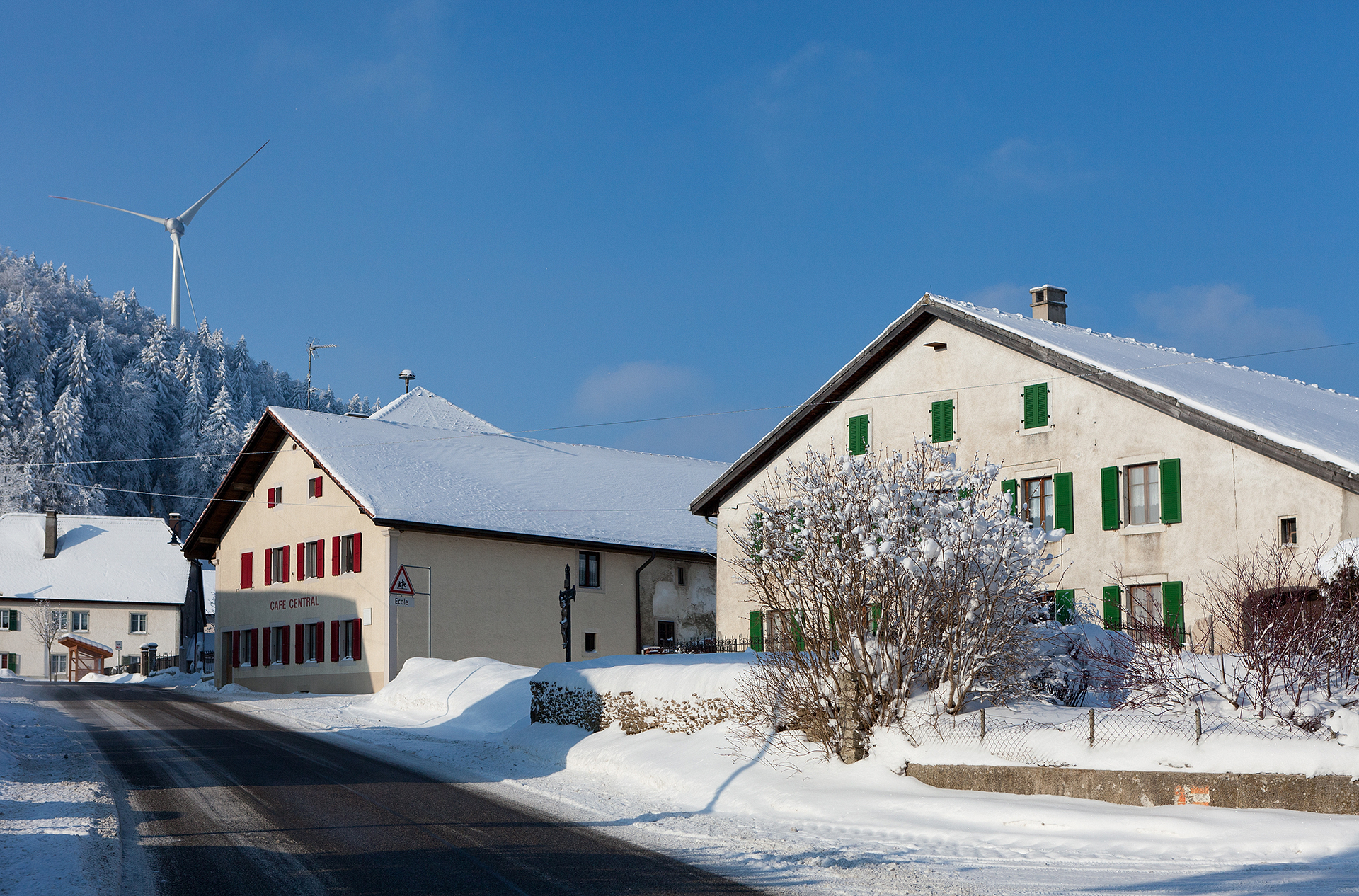
Centrum obce

Z celkového počtu obyvatel je 88,7 % francouzsky mluvících, 8,5 % německy mluvících a 1,9 % nizozemsky mluvících (stav v roce 2000). V roce 1870 žilo v Saint-Brais celkem 562 obyvatel a v roce 1900 394 obyvatel. V průběhu 20. století byl zaznamenán další pokles o více než 40 % v důsledku silného vystěhovalectví.

## Hospodářství

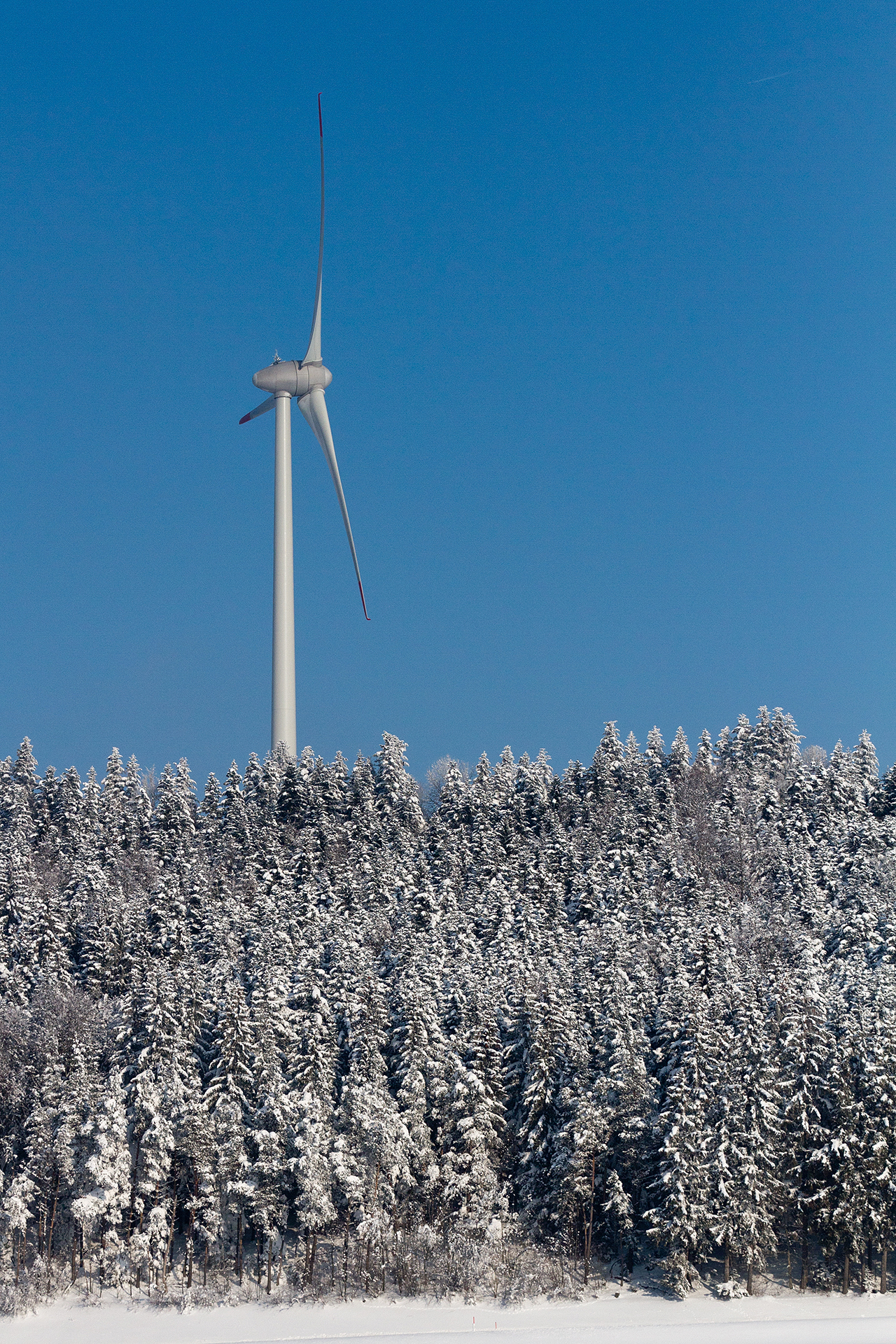
Větrná elektrárna v Saint-Brais

Saint-Brais je stále silně zemědělskou obcí s chovem dojnic a hospodářských zvířat. Mimo primární sektor je v obci poměrně málo pracovních míst v místních malých podnicích. Mnoho zaměstnanců proto dojíždí za prací jinam, buď do Saignelégier, nebo do oblasti Delémontu.
Větrná farma Saint-Brais je v provozu od roku 2009.

## Doprava
Obec leží na hlavní silnici z Delémontu do La Chaux-de-Fonds, kudy jezdí také autobusová linka z Glovelier do Saignelégier. Dne 21. května 1904 byla otevřena regionální železniční trať Saignelégier–Glovelier, předchůdce Chemins de fer du Jura (CJ), se stanicí v údolí Tabeillon. Ve skutečnosti se nejedná o železniční stanici, ale pouze o zastávku zvanou Bollement.